# Distichium austroinclinatum
Distichium austroinclinatum är en bladmossart som beskrevs av C. Müller 1882. Distichium austroinclinatum ingår i släktet planmossor, och familjen Ditrichaceae. Inga underarter finns listade i Catalogue of Life.